# 아스키 모드
아스키 모드는 대한민국의 EDM 음악 그룹이다.

## 음반
- Voyage (보이지) (2018)
- Joker (2019)

## 공연
- 월드클럽돔 코리아 2018 (2018)
- EDC KOREA 2019 (2019)
- Escape : Psycho Circus Korea (2019)